# Teaterorden TSO
Teaterorden TSO eller kort och gott TSO är en orden för, generellt, verksamma och f.d. verksamma utövare inom skådespelaryrket. Ordenssökande skall vara "oförvitliga män eller kvinnor, vilkas verksamhet eller personliga intressen berör skådespelarkonsten, filmen, musiken eller pressen".
Grundad i Göteborg år 1916 av skådespelaren Carl Barcklind. Ordens loger finns i Göteborg (moderloge), Stockholm och Malmö. År 1950 hade orden 725 bröder och systrar i 3 loger. Styrs av en Stormästare.
Som det står i 1916 års stadga, sammanslutningen syftar till "att genom värdiga ordensformer, ritualer och ceremonier animera medlemmarna till fast endräkt och glatt umgänge i sant broderligt kamratskap, samt att idka välgörenhet och bereda glädje åt sjuka och fattiga genom konstnärliga prestationer."
Bl.a. skådespelarna Edvin Adolphson,  Stig Järrel och Edvard Persson var under flera år verksamma inom TSO.